# 特雷西维奥
特雷西维奥（義大利語：Tresivio），是意大利松德里奥省的一个市镇。总面积15平方公里，人口2009人，人口密度133.9人/平方公里（2009年）。国家统计（ISTAT）代码为014070。